# Sajama (provincie)
Sajama is een provincie in het departement Oruro in Bolivia. De provincie heeft een oppervlakte van 5790 km² en heeft 9.390 inwoners (2012). De hoofdstad is Curahuara de Carangas.
Sajama is verdeeld in twee gemeenten:
- Curahuara de Carangas
- Turco

Atahuallpa · 
Carangas · 
Cercado · 
Eduardo Avaroa · 
Ladislao Cabrera · 
Litoral de Atacama · 
Nor Carangas · 
Pantaléon Dalence · 
Poopó · 
Puerto de Mejillones · 
Sajama · 
San Pedro de Totora · 
Saucarí · 
Sebastián Pagador · 
Sud Carangas · 
Tomas Barrón